# Аль Капоне (фильм)
«Аль Капоне» (англ. Al Capone) — художественный фильм, гангстерская драма 1959 года режиссёра Ричарда Уилсона о жизни и криминальной карьере босса чикагской мафии Аль Капоне. Картина показывает жизнь преступного лидера от момента прибытия в Чикаго до начала тюремного заключения в 1931 году.

## Сюжет
Конец 1919 года. В Чикаго из Бруклина приезжает молодой гангстер Аль Капоне и с одобрения «Большого Джима» — наиболее могущественного босса мафии в этом городе, устраивается вышибалой в игорное заведение к некоему Джонни Торрио. 16 января 1920 года в США начинает действовать сухой закон. Капоне видит перспективы торговли нелегальным спиртным, но «Большой Джим» не спешит вступить в этот бизнес. Капоне убеждает Торрио устранить их общего хозяина и возглавить бутлегеров Чикаго. Получив согласие, он хладнокровно убивает «Большого Джима», своего бывшего покровителя. Прямо в день похорон гангстеры делят между собой город на пять зон ответственности. Для подстраховки собственной безопасности Торрио уступает Аль Капоне 25 % своей доли от нелегальной выручки. Тот, в свою очередь, жестоко расправляется с каждым, кто выказывает хоть каплю недовольства по поводу полученного сектора влияния.
Джонни Торрио подвергается нападению неизвестных конкурентов, но ему удаётся выжить. Он отходит от дел и уезжает из Чикаго. Капоне становится во главе бизнеса. Кровавые расправы следуют одна за другой, превысив за год 100 случаев. Каждый раз у Капоне находится множество свидетелей, готовых подтвердить его алиби. К 1927 году он достигает вершины криминально-политического сообщества Чикаго и переключается на легальные виды бизнеса. Однако, весной 1928 года, перед выборами в местные органы власти партнёры Капоне из политических кругов предлагают ему временно покинуть город, чтобы не компрометировать их кандидатов. Гангстер в бешенстве вынужден уступить требованиям своего окружения. Пока он отдыхал во Флориде, полиция сумела организовать протестный фронт горожан. Выборы прошли открыто и честно, ставленники Капоне провалились. Кроме того, его начинает теснить набирающая силу ирландская группировка северных районов Чикаго под руководством Багса Морана. Желая отомстить, Капоне организует кровавую расправу, известную как бойня в День святого Валентина. Два враждующих клана пытаются заключить мир, но им этого не удаётся. Багс Моран перекупает главного информатора и аналитика Капоне — журналиста Мака Кили. Аль совершает очередной опрометчивый шаг: он санкционирует убийство Кили, репортёра публичного и известного. Вместе с тем, капитан полиции Шефер добивается участия ФБР в преследовании гангстера. После тщательных обысков тем удаётся найти достаточно бухгалтерских документов, обличающих Капоне в уклонении от уплаты налогов. Его арестовывают, и суд приговаривает его к 11 годам тюрьмы. Фильм завершается сценой жестокого избиения Капоне другими заключёнными и обличительной речью комментатора о необходимости борьбы с организованной преступностью силами всей нации.

## В ролях
- Род Стайгер — Аль Капоне
- Фэй Спейн — Морин Фланнери, его содержанка
- Неемия Персофф — Джонни Торрио, партнёр Капоне
- Джо Де Сантис — «Большой Джим»
- Марвин Вай — Багс Моран, лидер ирландской группировки
- Мартин Болсам — Мак Кили, журналист
- Джеймс Грегори — Шефер, сержант, позже капитан полиции

## Художественные особенности и критика
Сравнивая несколько картин о Капоне, российское издание «Weekend» отмечает правдивость и реалистичность именно этой ленты. Первый вариант сценария был очень далёк от фактически принятого в работу, исполнитель главной роли Род Стайгер три раза отказывался от неё из-за того, что, по его мнению, главный герой был чрезмерно идеализирован. Он согласился участвовать в проекте только после полной переработки сценария: жизнь гангстера была показана бескомпромиссно жёстко, а результатом его деятельности стало совершенно справедливое тюремное заключение. «Российская газета» называет ленту легендарной, мотивируя это «сильным актёрским составом», но при этом из актёров упоминает только Рода Стайгера. Профессиональную оценку фильму даёт «Variety» в год его премьеры в США. Подчёркивая, что Капоне показан в картине безжалостным убийцей, лишённым какого-либо романтического ореола, издание заключает, что «Аль Капоне» — весьма качественно сделанная картина: «Мотивация главного героя не всегда достаточно обоснована, или, точнее сказать, его действия не мотивированы с точки зрения обычных людей. Но сценарий довольно точно воспроизводит реальные события, поэтому все происходящее выглядит убедительно».

## Комментарии
1. ↑  В дикторском тексте за кадром формально и кратко излагается история последних лет заключения и смерти Аль Капоне в 1947 году.